# 牛应贞
牛应贞，唐代牛肃长女，弘农人杨唐源之妻。据称，生活于唐贞元、元和年间，只活了二十四年。据宋若昭的《牛应贞传》（出自牛肃的小说集《纪闻》）记载，牛应贞少年聪颖，十三岁时，能诵佛经二百余卷、儒经子史数百卷，“亲族惊异”。曾在梦中诵《左传》，一字不差。往往熟睡中与人谈论。著有《魍魉问影赋》等百余篇文章。
余才林评论认为，梦得才学故事荒诞无稽，但也反映了认为文章之才出自天授的文学观念。